# لورا بيفل
لورا بيفل (بالرومانية: Laura Pavel)‏ هي لغوية ومترجمة رومانية، ولدت في 19 أكتوبر 1968 في ديفا في رومانيا.